# Pesoz
Pesoz – gmina w Hiszpanii, w prowincji Asturia, w Asturii, o powierzchni 38,97 km². W 2011 roku gmina liczyła 191 mieszkańców.